# Новодвурски окръг (Мазовско войводство)
Новодвурски окръг (на полски: Powiat nowodworski) е окръг в Централна Полша, Мазовско войводство. Заема площ от 694,79 км2. Административен център е град Нови Двур Мазовецки.

## География
Окръгът се намира в историческата област Мазовия. Разположен е в централната част на войводството.

## Население
Населението на окръга възлиза на 78 321 души (2013 г.). Гъстотата е 113 души/км2.

## Административно деление
Административно окръгът е разделен на 6 общини.
Градска община:
- Нови Двур Мазовецки

Градско-селски общини:
- Община Закрочин
- Община Нашелск

Селски общини:
- Община Леончин
- Община Помеховек
- Община Чоснов

## Фотогалерия
- Нови Двур Мазовецки
- Нашелск
- Закрочин